# Movimento apostolico sordi
Il Movimento apostolico sordi (MAS) è un'organizzazione non governativa senza scopo di lucro, fondata nel 1983 a Firenze da Giuseppe Gualandi, di ispirazione cristiana, formata da persone laiche sorde ed ipoudenti, con sede a Roma. Nel 2000 è stata riconosciuta come associazione dalla Conferenza episcopale italiana.
Il MAS trae ispirazione dagli insegnamenti della Chiesa cattolica e dai valori evangelici ed in base a ciò si dedica all'apostolato ed all'educazione alla fede cristiana e cerca di sviluppare la promozione sociale delle persone e delle popolazioni più bisognose attraverso la via della condivisione e della solidarietà. I soci del MAS vengono istruiti nella fede cristiana al fine dì:
- creare legami di comunione fraterna che siano di ispirazione per la società civile;
- acquisire la capacità di confrontarsi responsabilmente con le problematiche della sordità e della comunità sorda;
- porsi al servizio delle persone più bisognose soprattutto nelle comunità sorde;
- favorire la cooperazione internazionale per garantire una distribuzione dei beni che sia equa e per migliorare la qualità di vita dei sordi nei paesi in via di sviluppo e con dei servizi di interpretazione nelle lingue dei segni e di salvaguardare la cultura sorda;

L'azione del MAS si articola su tre aree:
- Nell'area ecclesiale si occupa di promuovere e valorizzare la partecipazione delle persone con sordità alla vita della comunità (identità sorda).
- Nell'area sociale promuove il diritto dei sordi ad una miglior integrazione nell'ambito scolastico e la valorizzazione della loro persona anche tramite supporti alle famiglie (psicologia). Per gli anziani (specie se sordi) viene curata l'accoglienza e l'autonomia.
- Nella cooperazione internazionale essa collabora con centri missionari sparsi in tutto il mondo fornendo materiale didattico di vario tipo (assistenti alle comunicazioni delle lingue dei segni). Si occupa, inoltre, di inviare aiuti economici per i progetti di promozione sociale (cultura sorda) e sanitaria.